# 1513
Відродження •  Доба великих географічних відкриттів •  Ганза •  Ацтецький потрійний союз •  Імперія інків

## Геополітична ситуація
Османську державу очолює Селім I (до 1520). Імператором Священної Римської імперії є Максиміліан I Габсбург (до 1519). У Франції королює Людовик XII (до 1515).
Середню частину Апеннінського півострова займає Папська область. Неаполітанське королівство на півдні захопила Іспанія. Могутними державними утвореннями півночі є Венеційська республіка, Флорентійська республіка, Генуезька республіка та герцогство Міланське. Триває війна Камбрейської ліги між європейськими монархіями за контроль над північною Італією.
Кастилія і Леон та Арагонське королівство об'єднані в Іспанське королівство, де править Фердинанд II Арагонський (до 1516). В Португалії королює Мануел I (до 1521).
Генріх VIII є королем Англії (до 1547), королем Данії та Норвегії Кристіан II (до 1523). Сванте Нільссон є регентом Швеції. Королем Угорщини та Богемії є Владислав II Ягелончик. У Польщі королює Сигізмунд I Старий (до 1548), він же залишається князем Великого князівства Литовського.
Галичина входить до складу Польщі. Волинь належить Великому князівству Литовському. Московське князівство очолює Василій III (до 1533).
На заході євразійських степів існують Казанське ханство, Кримське ханство, Астраханське ханство Ногайська орда. У Єгипті панують мамлюки. Шахом Ірану є сефевід Ісмаїл I.
У Китаї править династія Мін. Значними державами Індостану є Делійський султанат, Бахмані, Віджаянагара. В Японії триває період Муроматі.
У Долині Мехіко править Ацтецький потрійний союз на чолі з Монтесумою II (до 1520). Цивілізація мая переживає посткласичний період. В Імперії інків править Уайна Капак (до 1525).

## Події
- Продовжується війна Московії з Литвою. Московські війська наступають на Смоленськ, Полоцьк, Вітебськ та Оршу.
- Королем Данії та Норвегії став Кристіан II.
- 11 березня розпочався понтифікат Лева X (Джованні Медічі).
- Війна Камбрейської ліги:
  - 14 березня Венеція вийшла зі Священної ліги й вступила в союз із Францією.
  - 6 червня в битві біля північно-італійського міста Новара швейцарці перемогли франко-венеційську армію, чим зміцнили позицію і вплив Швейцарської конфедерації.
  - 25 травня французи знову захопили Геную. 17 червня їм довелося покинути місто. Андреа Доріа став капітаном генуезьких галер.
  - 16 серпня англійські та німецькі війська завдали поразки французьким у битві шпор, що відбулася поблизу Ангінегатта.
  - 9 вересня англійські війська розгромили шотландців у битві біля Флоддена. Загинув шотландський король Яків IV.
  - 7 жовтня іспанські війська розбили венеційців у битві біля Ла-Мотти.
  - У грудні французький король Людовик XII уклав мир з Іспанією та папою.
- Битва біля Флоддена, повна катастрофа шотландців, королем Шотландії став Яків V.
- 2 квітня, в ході пошуків легендарного «фонтану молодості», іспанський дослідник Хуан Понсе де Леон висадився на узбережжі Флориди в районі сучасного містечка Сент-Августин і оголосив півострів власністю Іспанії.
- 25 вересня — іспанський конкістадор Васко Нуньєс де Бальбоа із загоном зі 190 іспанців і 600 індіанців-носіїв перетнув Панамський перешийок і першим з європейців досягнув океану, названого пізніше Тихим.
- Ніколо Макіавеллі, вигнаний із Флоренції, написав книгу «Державець» (Принц).
- Трибунал інквізиції у Майнці засудив погляди Йоганнеса Рейхліна, який виступав проти спалення єврейських книг. Рейхлін звернувся за справедливістю до папи римського.
- Мандрівник Лев Африканський відвідав Тімбукту.

## Народились
Дивись також Народилися 1513 року
- 11 листопада — Станіслав Оріховський, філософ, автор вислову «Я русин, гордий цим, охоче говорю про це всюди»

## Померли
Дивись також Померли 1513 року